# 이집트 제15왕조
이집트 제15왕조는 이집트 제2중간기에 있었던 왕조이다. 힉소스인들이 세운 왕조이다. 기원전 1663년부터 기원전 1555년까지 존속하였다.

## 역대 파라오
제15왕조 파라오들에 대해서는 마네토의 기록과 토리노 파피루스에 언급되어 있다. 마네토는 5명의 파라오를 언급하는 반면, 토리노 파피루스에는 6명이 100여 년을 다스렸다고 한다.
- 셰시
- 야쿠브헤르
- 키얀
- 아페피 1세
- 아페피 2세